# 捷夫里茲區

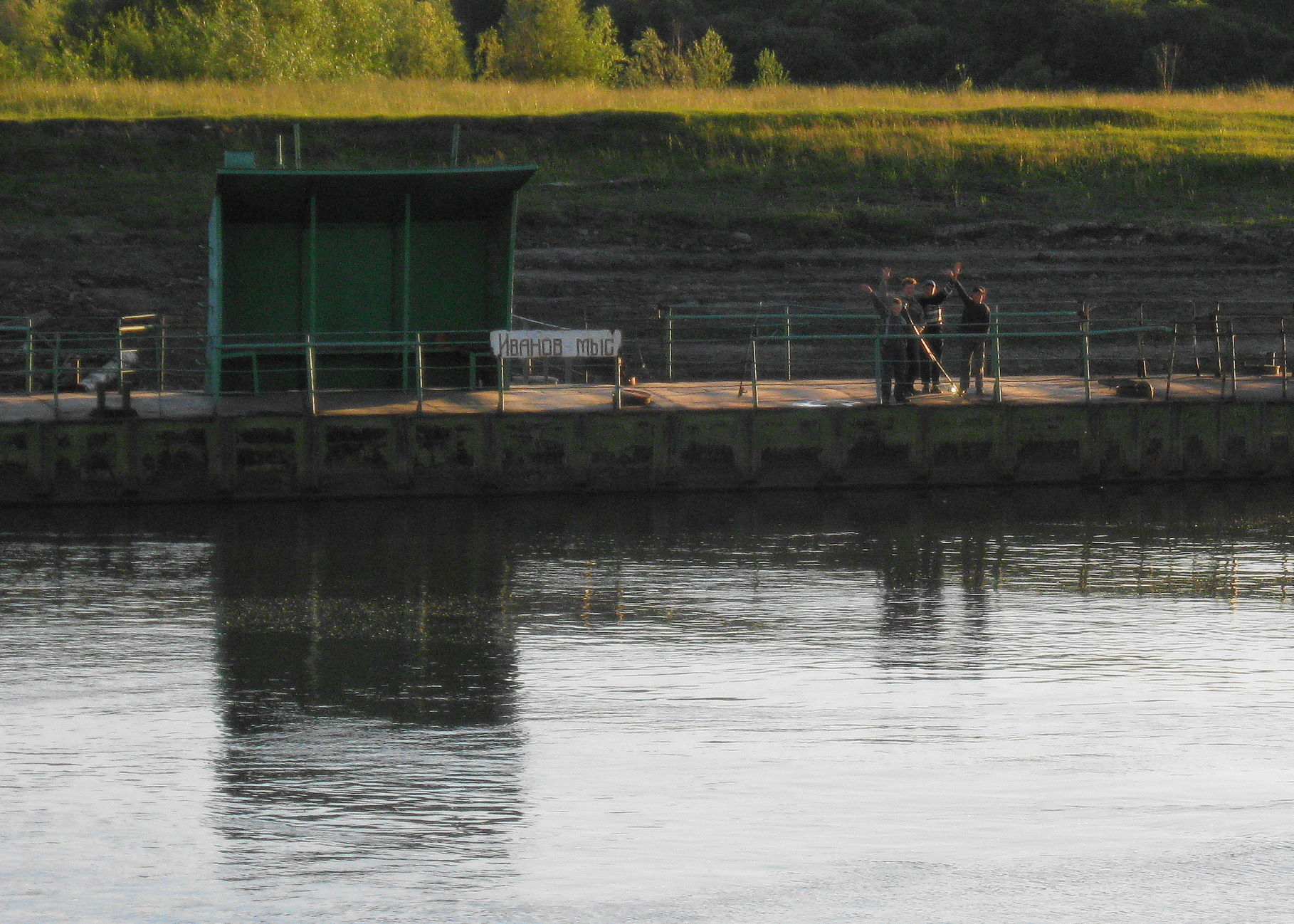

57°31′N 72°24′E / 57.517°N 72.400°E
捷夫里茲區（俄语：Тевризский район），是俄羅斯的一個區，位於該國西南部，由鄂木斯克州負責管轄，面積9,800平方公里，2010年人口15,485，人口密度每平方公里1.58人。